# Furacão Ileana (2006)
O furacão Ileana foi o décimo ciclone tropical nomeado, o sexto furacão e o quarto grande furacão da temporada de furacões no Pacífico de 2006. Ileana formou-se ao sul de Acapulco, México e alcançou o pico de intensidade com ventos constantes por 1 minuto estimados em 195 km/h, segundo o Centro Nacional de Furacões. O furacão afetou severamente a ilha mexicana de Socorro, embora não fosse relatado qualquer dano. Uma pessoa morreu por afogamento devido às ondas fortes geradas pelo furacão.

## História meteorológica

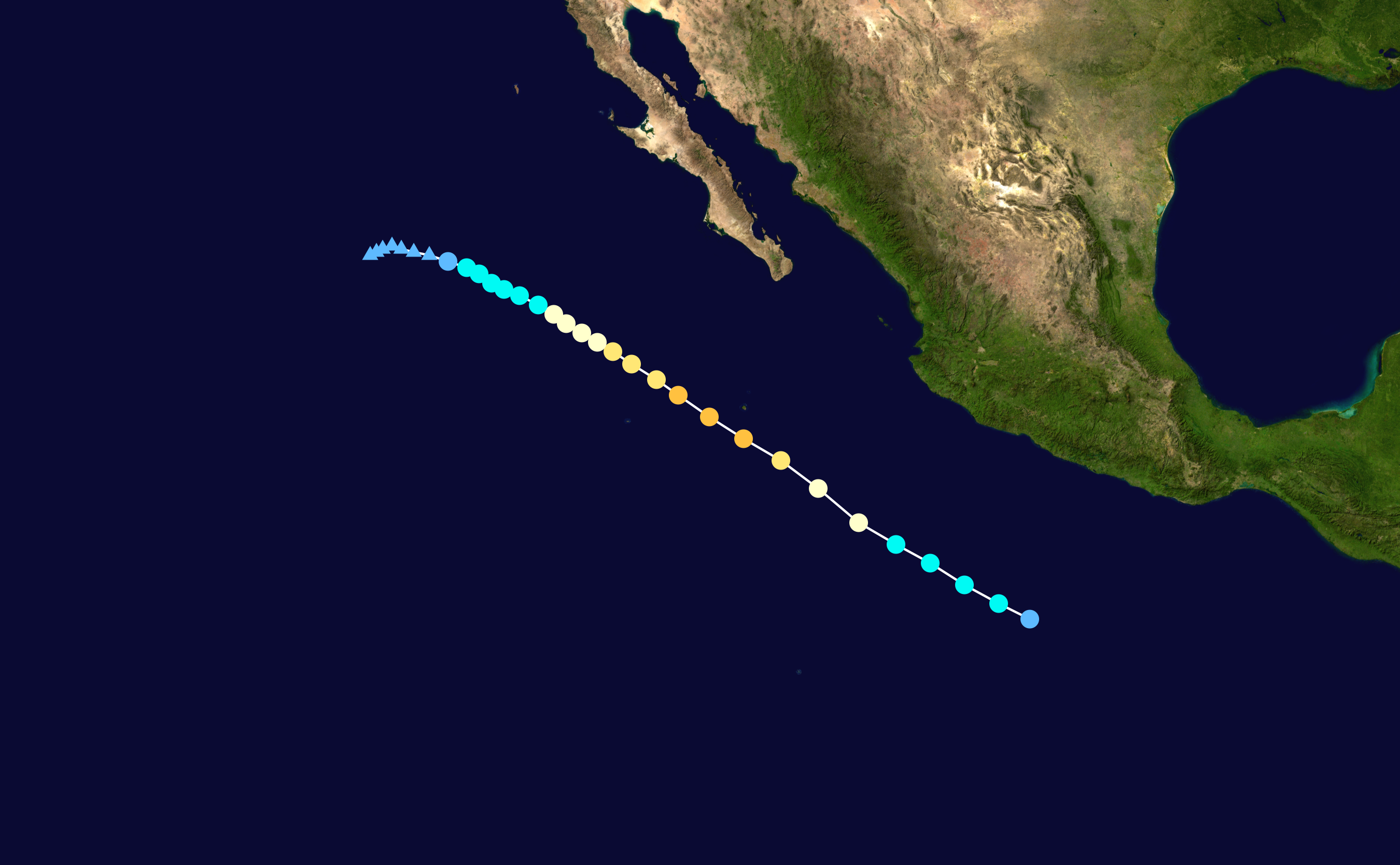
O caminho de Ileana

Uma onda tropical deixou a costa ocidental da África em 8 de Agosto. Enquanto a onda cruzava o Oceano Atlântico durante uma semana ou mais, praticamente não houve áreas de convecção associadas ao sistema. A onda cruzou a América Central e entrou na bacia do Oceano Pacífico nordeste em 16 de Agosto. Neste momento, algumas áreas de convecção formaram-se na porção norte da onda. Uma área de baixa pressão fraca formou-se do sistema em 19 de Agosto e as classificações Dvorak começaram mais tarde naquele dia. Assim que a onda movia-se para oeste-noroeste ao sul do Golfo de Tehuantepec, a atividade de temporais e trovoadas na área de baixa pressão aumentaram, mas em 20 de Agosto, o sistema continuava desorganizado. No entanto, as áreas de convecção consolidaram-se perto da área de baixa pressão durante aquela noite e o sistema tornou-se uma depressão tropical a cerca de 555 km a sul-sudoeste de Acapulco, México, às 12:00 UTC de 21 de Agosto.
Os fracos ventos de cisalhamento e águas quentes contribuíram para a rápida intensificação da depressão. O sistema tornou-se uma tempestade tropical seis horas depois, tornou-se um furacão no dia seguinte e tornou-se um grande furacão cerca de 48 horas após a formação da depressão. Durante esta intensificação, Ileana moveu-se para noroeste, sob a influência de uma área de alta pressão sobre o México. Em 23 de Agosto, o centro de Ileana passou a cerca de 90 km ao sul da Ilha Socorro. A ilha recebeu rajadas de ventos com intensidade de furacão. O furacão atingiu seu pico de intensidade com ventos constantes de 195 km/h ao meio-dia de 23 de Agosto e manteve esta intensidade pelo resto do dia.
Ileana começou a se enfraquecer lentamente em 24 de Agosto assim que o ciclone tropical encontrou águas frias. Este lento enfraquecimento foi provavelmente devido aos fracos ventos de cisalhamento. O sistema começou a deslocar-se mais lentamente assim que a área de alta pressão de médios níveis sobre o México começou a se enfraquecer lentamente. Com isso, Ileana deslocou-se para noroeste e oeste-noroeste. As águas finalmente ficaram mais frias em 26 de Agosto e Ileana enfraqueceu-se numa tempestade tropical. As áreas de convecção profunda diminuíram acentuadamente durante aquele dia assim que a temperatura da superfície do mar caíram para menos de 24°C e a tempestade tropical enfraqueceu-se numa depressão tropical no começo da madrugada de 27 de Agosto a cerca de 1.015 km a oeste do Cabo San Lucas, México. Ileana degenerou-se numa grande área de baixa pressão remanescente por volta das 18:00 UTC de 27 de Agosto e esta área de baixa pressão remanescente moveu-se para oeste nos dois dias seguintes, finalmente dissipando-se em 29 de Agosto.

## Preparativos e impactos
Mesmo estando a centenas de quilômetros da costa mexicana, o furacão Ileana provou chuvas leves na Península da Baixa Califórnia, quando suas bandas externas de chuva atingiram a região. Uma pessoa morreu quando nadava em uma praia em Cabo San Lucas, México, devido às ondas fortes causadas pelo furacão. A Ilha Socorro foi severamente afetada por Ileana, no entanto, não foram relatados danos.